# Trinity River
Trinity River (oprindelig spansk: La Santísima Trinidad, lokalt Alibamu: Pahnichoba ) er en 1.140 km lang flod som har sit udspring i det nordlige Texas og løber ud i den Mexicanske Golf lidt øst for Houston. Floden løber gennem storbyerne Fort Worth og Dallas i sit øvre løb, og er stærkt reguleret med dæmninger til brug for kunstvanding, kontrol med oversvømmelser og kraftproduktion. Reguleringen startede efter en alvorlig oversvømmelse i 1908.
Den spanske opdagelsesrejsende Alfonso de León gav floden sit spanske navn i 1690.